# Castalia (Dakota del Sur)
Castalia es un territorio no organizado ubicado en el condado de Charles Mix en el estado estadounidense de Dakota del Sur. En el Censo de 2010 tenía una población de 55 habitantes y una densidad poblacional de 0,6 personas por km².

## Geografía
Castalia se encuentra ubicado en las coordenadas 43°22′36″N 99°0′25″O / 43.37667, -99.00694. Según la Oficina del Censo de los Estados Unidos, Castalia tiene una superficie total de 92.06 km², de la cual 92.05 km² corresponden a tierra firme y (0.01%) 0.01 km² es agua.

## Demografía
Según el censo de 2010, había 55 personas residiendo en Castalia. La densidad de población era de 0,6 hab./km². De los 55 habitantes, Castalia estaba compuesto por el 100% blancos, el 0% eran afroamericanos, el 0% eran amerindios, el 0% eran asiáticos, el 0% eran isleños del Pacífico, el 0% eran de otras razas y el 0% pertenecían a dos o más razas. Del total de la población el 0% eran hispanos o latinos de cualquier raza.